# Anibal Marques Gontijo
Anibal Marques Gontijo foi um empresário e político brasileiro do estado de Minas Gerais. Foi deputado estadual em Minas Gerais pelo PSD de 1947 a 1951. Anibal Gontijo foi membro do Conselho Consultivo do Estado no governo Olegário Maciel  (1931 a 1933). Foi também diretor da Empresa de Cinemas e Teatros de Minas Gerais.